# Nyvangs Kirke
Nyvangs Kirke eller Nyvangskirken ligger i udkanten af Kalundborg centrum og er bygget i 1974.
Kirken er tegnet af arkitekt Holger Jensen, der har ladet sig inspirere af Grundtvigskirken på Bispebjerg i København. Prædikestol, korset, lysestager, lamper og døbefonten ligeledes tegnet af Holger Jensen.

## Eksterne kilder og henvisninger
- Byggeår for kirker Arkiveret 14. august 2009 hos  Wayback Machine
- Nyvangs Kirke hos KortTilKirken.dk
- Nyvangskirken i bogværket Danmarks Kirker, Nationalmuseet